# جيسيكا وير
جيسيكا وير (بالإنجليزية: Jessica Ware)‏ هي عالمة حشرات أمريكية، ولدت في القرن العشرين في مونتريال في كندا.